# ナポレオン2世
ナポレオン2世（Napoléon II、1811年3月20日 - 1832年7月22日）は、ナポレオン1世の嫡男で、フランス帝国の皇太子、ローマ王。第一帝政のフランス皇帝（フランス人民の皇帝）。病弱でわずか21歳で没した。
2世の死によりナポレオン1世の直系（男系）は絶えたとされている。ナポレオン3世はナポレオン1世の甥であり、2世の子ではない。

## 名前と称号
全名はフランス語ではNapoléon François Charles Joseph（ナポレオン・フランソワ・シャルル・ジョゼフ）であり、ドイツ語ではNapoleon Franz Karl Joseph（ナポレオン・フランツ・カール・ヨーゼフ）だった。
フランス皇帝の息子として誕生し、神聖ローマ皇帝の後継者に与えられる伝統的な「ローマ王」の称号を受けた後、オーストリア宮廷で養育され、フランス色を廃し「ライヒシュタット公爵」（独: Herzog von Reichstadt：帝国都市、の意）の称号を与えられた。
1815年6月22日から7月7日までの間、名目上の「フランス人民の皇帝」（仏: Empereur des Français）であった。

### ナポレオン2世の紋章
- ローマ王
- フランス人民の皇帝
- ライヒシュタット公爵（フランス語版）

## 生涯

### 生い立ち

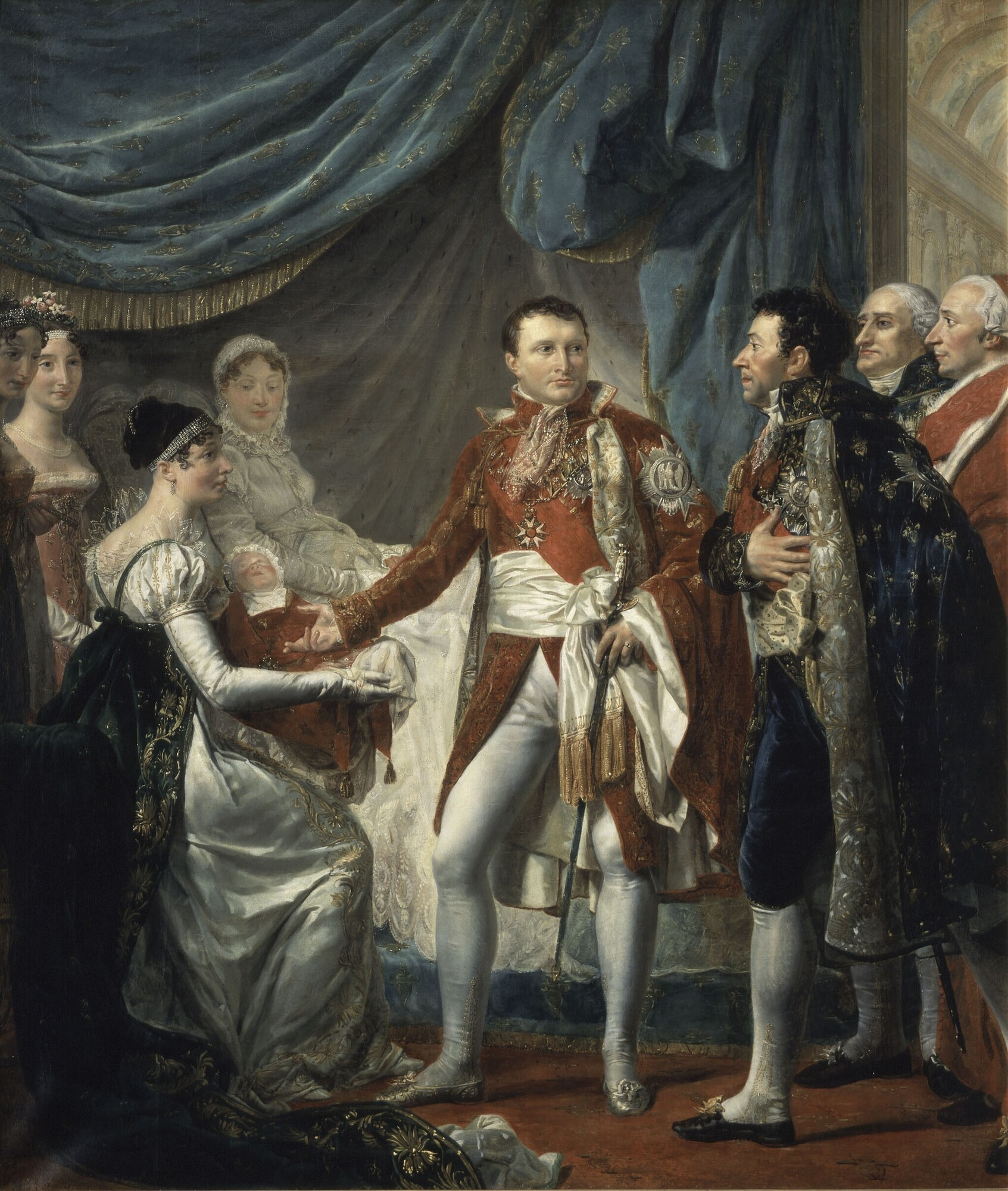
皇子をローマ王に任ずるナポレオン1世（1812年、ジョルジュ・ルジェ画）

実子を欲したフランス皇帝ナポレオン1世は、神聖ローマ皇帝フランツ2世（オーストリア皇帝フランツ1世）の長女マリー・ルイーゼ大公女（仏：マリー・ルイーズ、伊：マリア・ルイーザ）に対し、ヴァグラムの戦いにおけるフランス側の勝利を背景に求婚し、受諾させた。
1810年1月14日、ナポレオン1世はジョゼフィーヌ皇后との「婚姻の無効」（事実上の離婚）を成立させた。
マリー・ルイーゼは1810年3月11日のアウグスティーナ教会（宮廷教会）における代理結婚を経て、3月27日夜にナポレオン1世とコンピエーニュで対面、4月1日（法律婚）と4月2日（宗教婚）に結婚式を挙げた。ナポレオン1世は、育ちが良く善良で品位がある皇后を愛した。マリー・ルイーゼはナポレオンを残忍な「人食い男」とイメージしていたが、ナポレオン1世を愛称で呼び親しみを抱いた。
新婚3か月目の同年7月2日、マリー・ルイーゼの懐妊が判明するとナポレオン1世は非常に喜んだ。10月22日にはモンテスキュー伯爵夫人を生まれてくる子の養育掛に任命した。ナポレオン1世は男児だと期待しローマ王の称号を与えることを決定した一方、女児であった場合はヴェネツィア女公とする現実主義の面もあった。
1811年3月19日、皇后の陣痛が始まり、翌3月20日、一時危険な状態となるとナポレオンは迷わず母である皇后を救うよう指示した。難産の末、同日午前9時過ぎ、誕生したが、当初は死産と思われていた。モンテスキュー伯爵夫人が新生児を優しく叩くと泣き声を上げ、ナポレオン1世は狂喜し、その母レティツィアも感動的な光景を記憶した。誕生時は体重4500g、身長56cmで、その日のうちに洗礼が行われた後、6月9日にノートルダム大聖堂で盛大な洗礼式が行われた。
ナポレオン1世は自らの後継者で、王朝を盤石にするナポレオン・フランソワ（独：ナポレオン・フランツ）皇子を溺愛し、皇子が初めて喋った言葉も「パパ」であった。
1813年、ナポレオン1世はマリー・ルイーゼを摂政に、皇子をローマ王に、それぞれ盛大に戴冠させようと企図して幽閉中のローマ教皇ピウス7世との和解を試みたが、諸外国の圧力によって教皇が戴冠式に出席しなかったため、式典そのものを断念した。
- ナポレオン・フランソワと母マリー・ルイーズ皇后（1813年、ジェラール画）

### オーストリアへの「帰国」
ナポレオン1世が劣勢となると、マリー・ルイーゼとナポレオン・フランソワ母子は、1814年3月29日、パリのテュイルリー宮殿を脱出し、ランブイエ城、シャルトル、シャトーダンを経てブロワに逃れた。マリー・ルイーゼはナポレオン1世に合流するつもりであったが、当のナポレオン1世からは父フランツ1世帝を頼るよう指示があった。
ナポレオン1世は、ついに4月6日にフォンテーヌブロー宮殿で退位した。4月8日、マリー・ルイーゼの元をロシア皇帝の使者が訪れ、オルレアンに移送されたが、宝石など金品を接収されて軟禁される。この間、パリではオーストリア外相（当時）クレメンス・フォン・メッテルニヒが画策し、マリー・ルイーゼにパルマ公国の君主の地位を与えることについて対仏連合国の了承を取り付けていた。4月12日、オーストリア側からパウル・エステルハージとヴェンツェル・リヒテンシュタインの2名の高位貴族が、マリー・ルイーゼ母子を迎え、ランブイエへ護衛した。
4月16日、フランツ1世帝と宰相メッテルニヒがランブイエ城を訪問し、ナポレオン・フランソワは母方の祖父と初めて対面した。その後、ロシア皇帝アレクサンドル1世、プロイセン国王フリードリヒ・ヴィルヘルム3世から、相次いで訪問を受けた。
4月24日にランブイエを発ち、5月21日にオーストリアのウィーンに「帰国」した。一方、父ナポレオン1世は、同時期4月20日にフォンテーヌブローからエルバ島へ流刑となっている。

### 名目上の「皇帝」
オーストリアでは、ナポレオン1世にその地位を追われたマリア・カロリーナ前ナポリ/シチリア王妃は、ナポレオン1世への思慕を持ち続ける孫娘マリー・ルイーゼを厳しく批判したものの、母子の訪問を受けてナポレオン・フランツを可愛がった。
同年9月からのウィーン会議を前に、ナポレオン1世を追ってエルバ島へ行く意思があったマリー・ルイーゼ大公女に対し、フランス敗戦後の外交交渉が終結していない中、オーストリア側はエルバ島行きを阻止する必要があった。フランツ1世は、娘マリー・ルイーゼをエクス＝レ＝バンで静養させ、アダム・アルベルト・フォン・ナイペルク伯爵を護衛兼監視として派遣した。5月29日、ナポレオン1世の最初の后ジョゼフィーヌが逝去したことに端を発し、ナポレオン1世がマリー・ルイーゼ宛てに厳しい叱責の手紙を送った結果、8月にマリー・ルイーゼのナポレオン1世への思慕は潰え、同年9月、マリー・ルイーゼとナイペルクは初めて関係を持った。
1815年2月、ナポレオン1世がエルバ島を脱出して復位する（百日天下）。父ナポレオン1世が復位したのと同じ頃、ナポレオン・フランツは4歳の誕生日である3月20日、モンテスキュー伯爵夫人が養育掛を解雇され、やがてマリー・ルイーゼに従ったフランス人の使用人たちも退下させられたことで、ナポレオン・フランツの周囲からフランス色は排除された。
ナポレオン1世とフーシェから後継者としてナポレオン・フランツを指名し、叔父のリュシアンによって議会上院に採択される。この措置によって一時的ではあるが、フランソワの即位は公的なものとなった。6月18日のワーテルローの戦いを前に、母マリー・ルイーゼ一代限りとして、パルマ公国の君主の地位が与えられ、そしてナポレオン1世は同会戦で敗北を喫した。ナポレオン1世は6月22日、ナポレオン・フランツへの譲位を条件に退位したため、同日から7月7日までナポレオン2世は名目上の「フランス人民の皇帝」であった。

### 孤独な幼年期

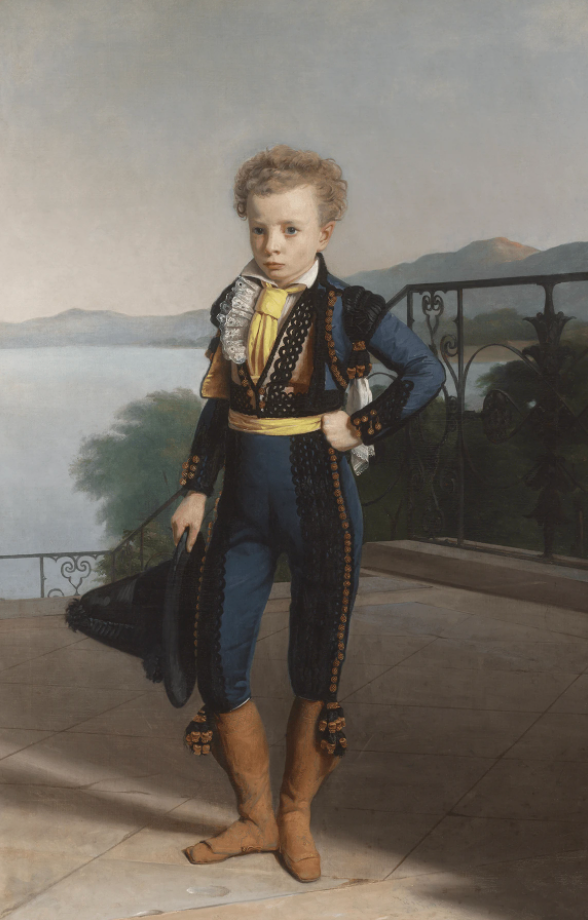
1818年頃、クラフト画

ナポレオン・フランツの新たな家庭教師は、メッテルニヒの推薦によりモーリッツ・フォン・ディートリヒシュタインが務め、オーストリア・ドイツ風の教育にあたった。ナポレオン・フランツは「自分はフランス人である」という自覚を持ち、ディートリヒシュタインに抵抗した。
1816年3月7日に、母マリア・ルイーゼがパルマ公国の統治を任され、後ろ髪を引かれる思いでパルマへと旅立っていった。祖父フランツ1世は、ナポレオン崇拝者による誘拐や反ナポレオン派の反発による暴動を考慮して、ナポレオン・フランツの身を案じ、またその将来を危険視してウィーンに残留させた。ナポレオン・フランツはフランス語で初めての手紙を書き、母宛てに思慕を伝えた。
マリー・ルイーゼは首相であるナイペルク伯の公私にわたる助力を受けながら、パルマ女公として同地を統治した。マリー・ルイーゼは、パルマ公位が諸国との折衝によって一代限りであることに落胆しながらも、ナポレオン・フランツのために新たな称号の創設を強く要望した。家名は最終的に皇弟ライナー大公の提案と領地（ライヒシュタット、現在のチェコ共和国）の提供により「ライヒシュタット公」とすることとなった。ナポレオン・フランツは、初めてドイツ語で手紙を書き、祖父帝フランツ1世に御礼を伝えた。
同年秋、マリア・ルイーゼはナポレオン・フランツを祝うためウィーンに帰京する予定だったが、極秘裏にナイペルク伯の子を身篭ったため、ナポレオン・フランツとの面会を果たせなかった。母親に約束を破られた彼は、この時大変に悲しんだという。1817年5月1日に、ナイペルク伯との娘アルベルティーネ を出産した。
ナポレオン・フランツは、祖父フランツ1世、後妻の皇后カロリーネ・アウグステや後にブラジル皇后となる叔母マリア・レオポルディーネら、皇帝一家の一員として非常に可愛がられた。一方、少年が父ナポレオン1世に異常なまでに関心を寄せることに、周囲は困惑した。また父に似て、反抗心も強かった。
母マリー・ルイーゼとの再会が叶ったのは、別れから2年以上が経った1818年6月1日だった。母子はウィーナーノイシュタットに近いテレジエンフェルトで対面したが、ナポレオンの妹カロリーヌや弟ジェロームをはじめナポレオン崇拝者の群衆が集い「ナポレオン万歳」と叫ぶ混乱となった。9月までのひと夏を母子水入らずで過ごし、またナイペルク伯にもよく懐いた。8月22日、ナポレオン・フランツは正式にライヒシュタット公に叙された。
パルマに戻ったマリア・ルイーゼは、1819年8月9日にはナイペルク伯爵の息子のヴィルヘルム・アルブレヒト を生み、その夏も再び息子との面会の約束を破った。翌1820年夏に母子は再会し、この時はナイペルク伯は前妻との息子グスタフを同伴し、ナポレオン・フランツと賑やかに過ごした。
1821年5月5日、幼い時に別れたまま一度も再会することがなかった父ナポレオン1世がセントヘレナ島で逝去した。この知らせは7月13日にウィーンに届き、祖父フランツ1世の配慮により、家庭教師の一人フォレスチ大尉（Johann Baptist von Foresti）からナポレオン・フランツに伝えられると、父の死を知った少年は、机に伏して号泣した。ウィーン宮廷では、ライヒシュタット公のみが喪に服した。母マリー・ルイーゼ女公は7月16日に知らせを受けると、同月24日付で息子に、悲しみを共有し激励する手紙を送った。ナポレオン・フランツやその側近は、女公からの手紙に感激した。ところが同年8月8日、母マリー・ルイーゼとナイペルク伯は極秘裏に再婚（貴賤結婚）し、8月15日に女公は再びナイペルク伯の娘を出産した。さらに1823年に、マリア・ルイーゼはナイペルク伯爵との第4子を出産した。この間、1821年と1822年は、流産及び妊娠したこともあって、息子には会わなかった。

### 発病と義叔母ゾフィー大公妃

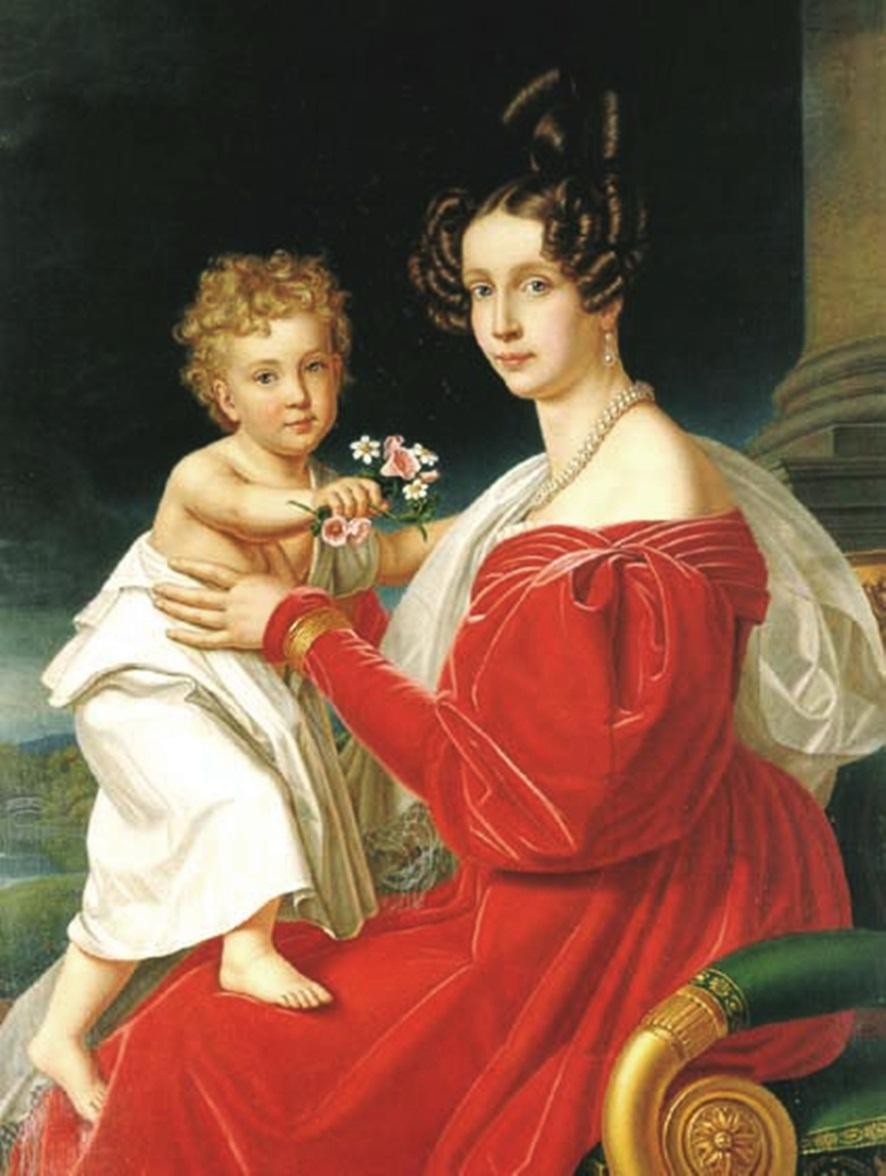
1830年頃、長男フランツ・ヨーゼフを抱くゾフィー大公妃

1823年、ディートリヒシュタインは母マリー・ルイーゼが息子を気にかけないことを手紙で直接忠告したが、その背景にはライヒシュタット公が結核を発病したことがあった。その夏、ライヒシュタット公は母と2年ぶりに再会し、後年、少年時代最高の思い出として振り返った。
1824年、フランツ1世の次男である叔父フランツ・カール大公がバイエルン王女ゾフィー（当時19歳）と結婚し、以降、舞踏会でナポレオン・フランツと踊る機会も多くあった。13歳を迎え、活発で美しく品格があるライヒシュタット公は、これを契機に社交界で広く受け入れられた。
やがて美しく気が強いゾフィー大公妃は、凡庸で野心を持たないフランツ・カール大公と不仲であるとされ、一方、年少のライヒシュタット公と親しく出かける機会も少なくなかった。
1825年9月、ライヒシュタット公は義祖母カロリーネ・アウグステのハンガリー王妃としての戴冠式のため、プレスブルクに同行した。

### 父への憧れと母への嫌悪

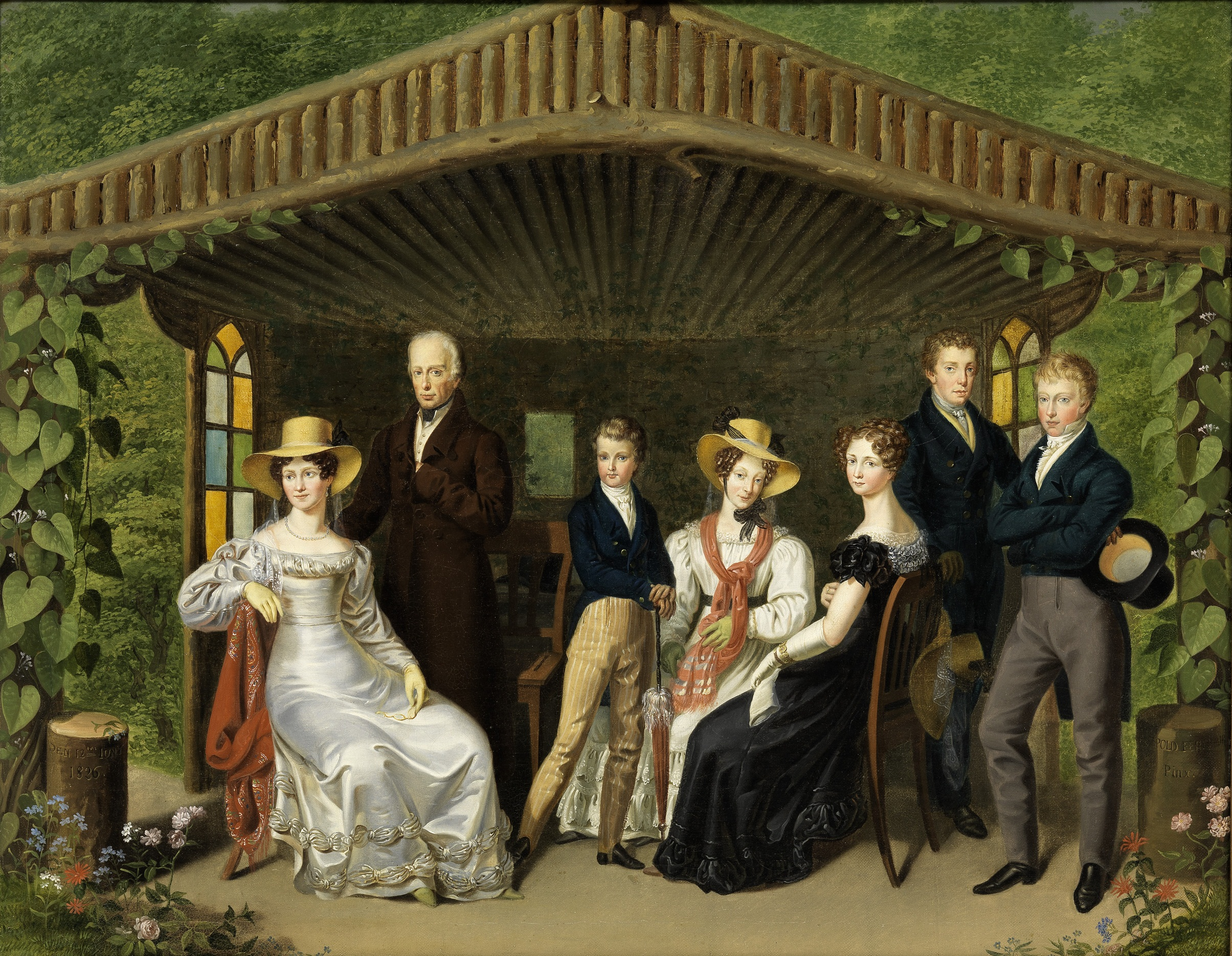
皇帝一家、中央がライヒシュタット公（1826年画）

1826年8月24日には、ナポレオン崇拝者の室内装飾家が、ナポレオン・フランツの馬車に三色旗とフランス帰還を求める手紙を投げ込む事件が発生し、ナポレオン・フランツにも大きな衝撃を与えた。その夏の母マリー・ルイーゼとの面会を終えた後、ライヒシュタット公は父ナポレオン1世に関する資料を熱心に読み始めた。ナポレオン1世逝去後、相次いで回想録が出版されており、ナポレオン1世の部下エマニュエル・ド・ラス・カーズが発表した『セントヘレナにおけるナポレオン回想録』（原題：Le Mémorial de Sainte-Hélène）や、シャルル＝トリスタン・ド・モントロン侯爵の回想録（原題：Mémoires pour servir à l’histoire de France sous Napoleon）に特に夢中になった。
ドイツ史や『ゲルマニア』『ガリア戦記』にも感銘を受け、また『ドン・カルロス』の詩を暗誦して感傷に浸った。
同年冬、ライヒシュタット公は肺カタルを患ったため、翌1828年夏のマリー・ルイーゼの訪問に際し、孫息子を心配したフランツ1世は自らパルマに手紙を送った。フランツ1世は、1828年8月17日に、ライヒシュタット公の修学状況を認めて陸軍大尉に任じた。母マリー・ルイーゼは息子を祝福し、ナポレオン1世がエジプト遠征時に用いたトルコ風の刀を授けると、ライヒシュタット公は大いに感激し、生涯にわたり愛用した。マリー・ルイーゼは、パルマに戻る前、父皇帝と皇后にナイペルク伯と極秘裏に再婚し子を儲けていたことを、父フランツ1世に告白した。
翌1829年2月、ナイペルク伯が逝去すると、マリー・ルイーゼ女公は宰相メッテルニヒの調査に応じ、ナイペルク伯との再婚と子の存在を公にした。フランツ1世が自らライヒシュタット公にこの事実を告げると、公はあまりの衝撃に言葉を失った。ディートリヒシュタインに対しては、ただ一言「不愉快だ」と漏らした。4月1日になって、ライヒシュタット公は母の悲苦だけを思いやった手紙を認め、母子の関係は逆転してしまった。
やがて、ライヒシュタット公は、ナイペルクの前妻との子グスタフと共に調査して、異父弟妹の生年を知り、二人とも母が父ナポレオン1世の存命中に子を儲けていたことに更なる衝撃を受けた。一方、冷静に母の辛い境遇を思慮して自己を抑制し、前にも増してマリー・ルイーゼに宛てて優しい手紙を書いた。

### プロケシュとの友誼
身長190cmの美丈夫に成長したライヒシュタット公の周囲は、常に誘拐や政治利用の話が絶えなかった。また早朝から訓練に励んだ結果、この冬もしつこい咳が続いた。
1830年6月、ライヒシュタット公と祖父フランツ1世は、マリー・ルイーゼを許すという意思表示もあって古都グラーツで再会を図った。グラーツではライヒシュタット公を見ようと群衆が集まり、「ナポレオン万歳」の歓呼がこだました。地区司令官アロイス・フォン・マッツチェリ（Alois von Mazzuchelli）伯爵は、かつて自身がナポレオン1世に仕官していたこととマレンゴの戦いに参加した栄誉をライヒシュタット公に伝えると、公はマッツチェリ伯からナポレオン1世に関する昔語りを聞いて感激した。
ライヒシュタット公は、マッツチェリ伯からナポレオン1世に関する話を聞こうと、6月22日、皇后やヨハン大公の同席の下、ウィーンで晩餐会を開いた。このとき、マッツチェリ伯に同行した副官が、34歳のアントン・フォン・プロケシュ＝オステン少佐だった。プロケシュ＝オステン少佐は戦史研究家として名を馳せる青年将校だった。
翌23日、ディートリヒシュタインがプロケシュ＝オステン少佐をライヒシュタット公に再び引き合わせると、少佐がナポレオン1世を擁護する論考を発表していたことに謝意を伝えた上で、父の様な野戦司令官やフランス出身でオーストリアに仕官したプリンツ・オイゲンへの憧れを語った。また、プロケシュ＝オステン少佐はライシュタット公が、ギリシャ独立戦争の結果アドリアノープル条約によってオスマン帝国からの独立を承認されたギリシャ王国の新たな君主に相応しいと考えていた。ライヒシュタット公は、自分の思いを打ち明けられる相手を得て、気持ちが晴れた。
一方フランスでは、7月27日から29日にかけて七月革命が起き、ブルボン朝が再び打倒された。このとき、フランスの右派からライヒシュタット公をフランス国王に担ぎ出そうとする試みがあった。また、8月からはベルギー独立革命が起き、この初代国王にもライヒシュタット公が有力視された。さらに秋にはポーランドで11月蜂起が発生し、民衆から「ナポレオン2世」を担ぎ出す声が挙がった。宰相メッテルニヒは12月26日に「ライヒシュタット公の国王への門は閉ざされている」と社交界で発言し、この発言が広まって以降、ライヒシュタット公担ぎ出しの動きは終息に向かった。
1831年1月下旬、ライヒシュタット公は在墺英国大使館のパーティーに出席し、プロケシュ＝オステン少佐の引き合わせでフランスのオーギュスト・マルモン元帥と対面する。双方にとって感激的な対面であり、ライヒシュタット公の希望でマルモン元帥の講義を受けることとなり、メッテルニヒも了承した。1月28日から約二か月にわたる講義により、父ナポレオン1世をより身近に感じるようになった。
その後、ライヒシュタット公は、プロケシュ＝オステン少佐と、自らの行動が制約された「籠の鳥」の状況を打開する策を話し合うが、公自身の病状悪化により実現することは無かった。
同年3月、メッテルニヒはプロケシュ＝オステン少佐を在ボローニャの教皇庁大使に任じ、ライヒシュタット公は友の栄転に別れを惜しむ手紙を記した。
- アロイス・フォン・マッツチェリ（1837年画）
- アントン・フォン・プロケシュ＝オステン（1834年画）
- オーギュスト・マルモン仏元帥

### 軍務

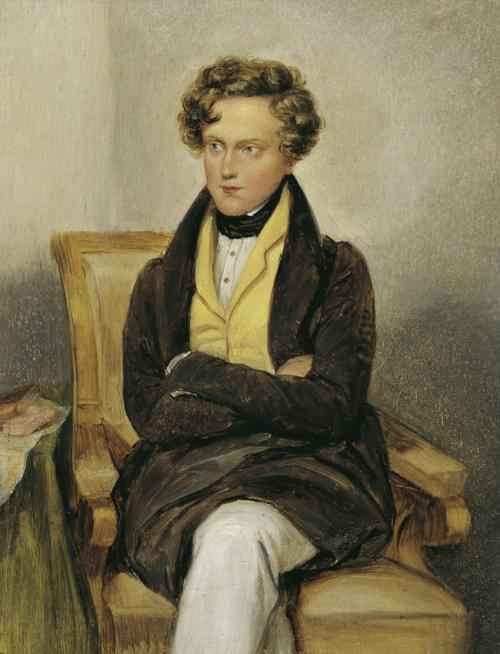
1831年、ダフィンガー画

ライヒシュタット公の恋の相手として、ナンディーヌ・カロリィ伯爵令嬢（Nandine Károlyi）の名が残る。また、病床に伏せるようになったライヒシュタット公をゾフィー大公妃が親身に看病した。
ハプスブルク家の大公はプラハへの赴任から軍歴を重ねるのが慣例であったが、6月14日、フランツ1世からハンガリー第60連隊の大隊長に任じられた。同連隊の司令部はウィーンのアルザー通り（de:Alser Straße）にあり、また昇任もしなかったが、ライヒシュタット公は兵士と訓練に励めることを大いに喜んだ。ライヒシュタット公は咳や微熱が続くにもかかわらず、6月16日以降、早朝から訓練や軍務に精励した。やがて居所も、宮廷から連隊の営舎に移転し、上官や部下からも高い評価を受けるようになった。
同年夏、ウィーンではペストが流行し、病から逃れるため、皇族をはじめ多くの人々が郊外に転居した。フランツ2世はライヒシュタット公もシェーンブルン宮殿に移るよう命じたが、ライヒシュタット公は兵営から離れることを良しとせず、なかなか命に応じなかった。
ライヒシュタット公が、いよいよ健康状態が悪化しシェーンブルン宮殿に移転したのは8月だった。主治医のヨハン・バプティスト・マルファッティ・フォン・モンテレージョ博士は直ちに2週間の静養を指示し、宮殿西側の部屋で過ごした。ディートリヒシュタインは、プラハ赴任を命じず、大隊長としてかえって公の負担が大きくなったことに対し、宮廷を批判した。
この静養中、ゾフィー大公妃の希望で、ヨハン・エンデルの手により皇帝の孫（＝互いにいとこ同士）であるライヒシュタット公、既に将来のオーストリア皇帝と目されるフランツ・ヨーゼフ皇子、サレルノ公女マリア・カロリーネ、3人での肖像画が描かれた。
9月14日に大隊に復帰し、同月27日の閲兵にも参加した。しかし、閲兵で声が掠れがちな様子を見たマルファッティ博士の上奏により、フランツ2世はシェーンブルン宮殿での静養を命じた。

### 最期の日々

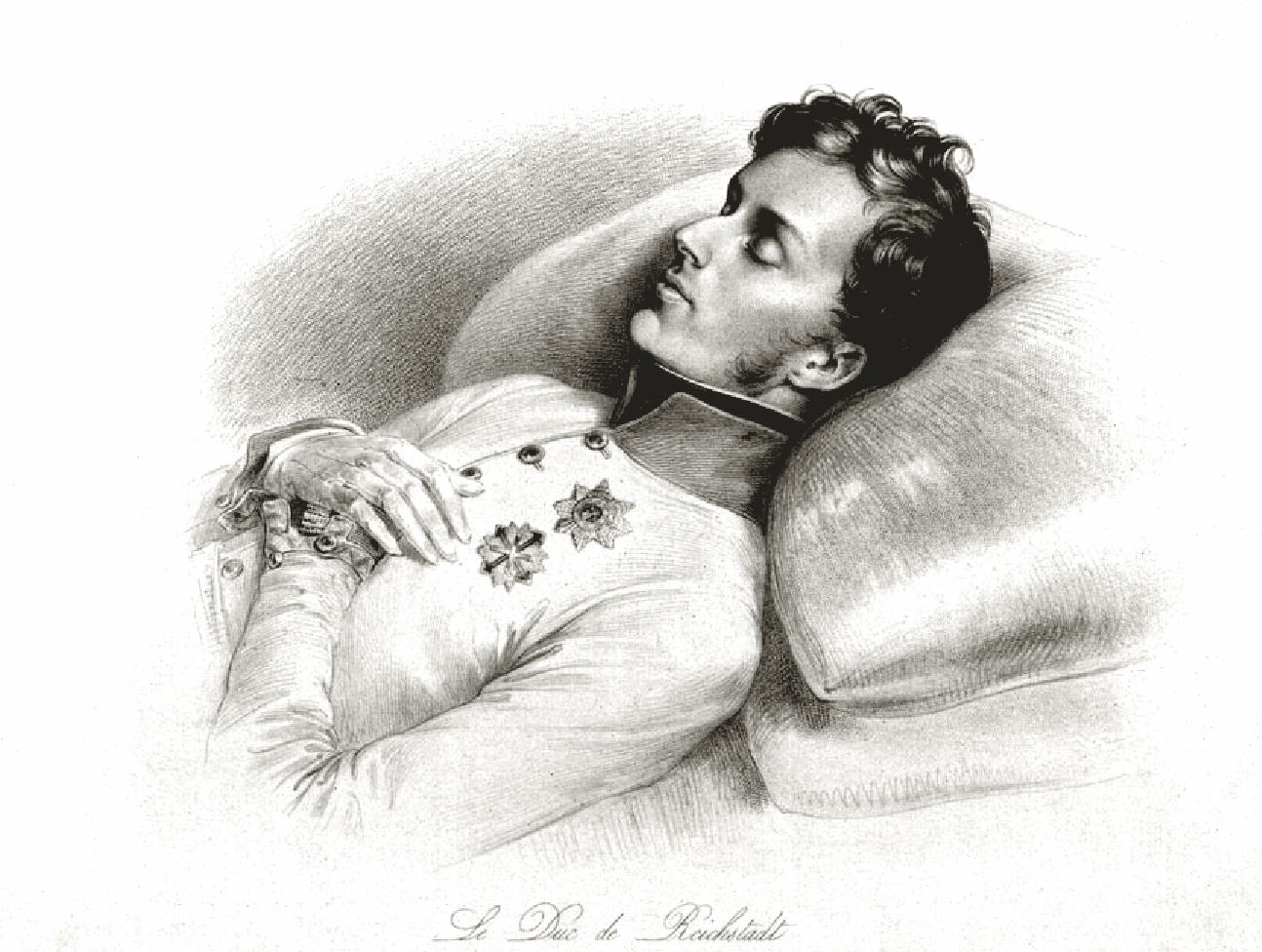
ライヒシュタット公の死（1832年、エンデル画）

再度静養することになったライヒシュタット公は、自らの虚弱さを父ナポレオン1世と比較して嘆いた。
10月1日、プロケシュ＝オステン少佐が帰京して再会すると、イタリア統一運動について情報を得、自らの王座への執着より、毎日のように見舞う友と各国の動向や民族主義や自由主義、そして宗教（キリスト教への信仰）に関心を持った。11月、ペスト流行も下火になったことから、ホーフブルクに戻った。12月頃には父ナポレオン1世の肖像画の前で物思いにふけることも多かった。
翌1832年1月、ライヒシュタット公は軍務に復帰したが、1月16日、極寒の中、葬儀の指揮の途中で倒れ、再び静養に入った。同年春にはパルマでもペストが流行し、マリー・ルイーゼ女公は統治に専念するためウィーンに帰京しなかった。当時、結核は死を意味し、主治医らは頑なにこの診断を避け、報道も規制していたため、正確な情報が女公に届いていなかった。
5月13日、フランツ1世はライヒシュタット公を喜ばせようと大佐に任命したが、公は力なく微笑むだけだった。同月17日、ライヒシュタット公はディートリヒシュタインに対し、母に会いたい旨を伝えた。第2子懐妊中のゾフィー大公妃はライヒシュタット公の死期を予感し、シェーンブルン宮殿で快適に過ごせるよう、皇帝に願い出、準備も整えさせた。公は「慈悲深い美の天使」と大公妃に感謝した。ゾフィー大公妃が明け渡したその部屋は、かつて父ナポレオン1世が滞在した部屋でもあった。病状は悪化し、耳も遠くなる中、6月1日にはマルモン元帥の見舞いを受け、父の話に花を咲かせた。
6月8日、マルファッティ医師は他の医師らと、秋以降も回復しない場合ナポリでの転地療養の必要性を認め、この話を伝え聞いたライヒシュタット公は希望を持った。6月17日、宮廷の皇族や貴族が揃って見舞いに現れたが、ゾフィー大公妃が来ると席を外した。ゾフィー大公妃は、ライヒシュタット公から（その逝去を前提とした）秘蹟の儀式を受けることを承諾させる務めを背負っていた。ライヒシュタット公は承諾し、6月20日に儀式が行われたものの、逆に公の心は深く傷ついた。
同じ頃、パルマを出立したマリー・ルイーゼは6月24日にウィーンに到着し、痩せ衰え、変わり果てた息子の姿に衝撃を受けた。7月6日、ゾフィー大公妃が次男マクシミリアンを出産して産褥に伏すと、ライヒシュタット公は激励の言葉を伝言した。やがてシェーンブルン宮殿の木々に囲まれた一角で好んで過ごすようになったが、7月15日に庭から戻って以降体調が悪化し、声を発することも困難になった。
7月20日、側近のモル男爵は、ライヒシュタット公の逝去後、直ちにライヒシュタット家が解体することを上官から告げられ、冷徹さに驚きつつも感心した。
7月21日午後4時、体調が悪化し、モル男爵は直ちに司祭と母マリー・ルイーゼを呼んだ。多くの側近が集まる中、翌22日午前3時、21歳で逝去した。

### 死後

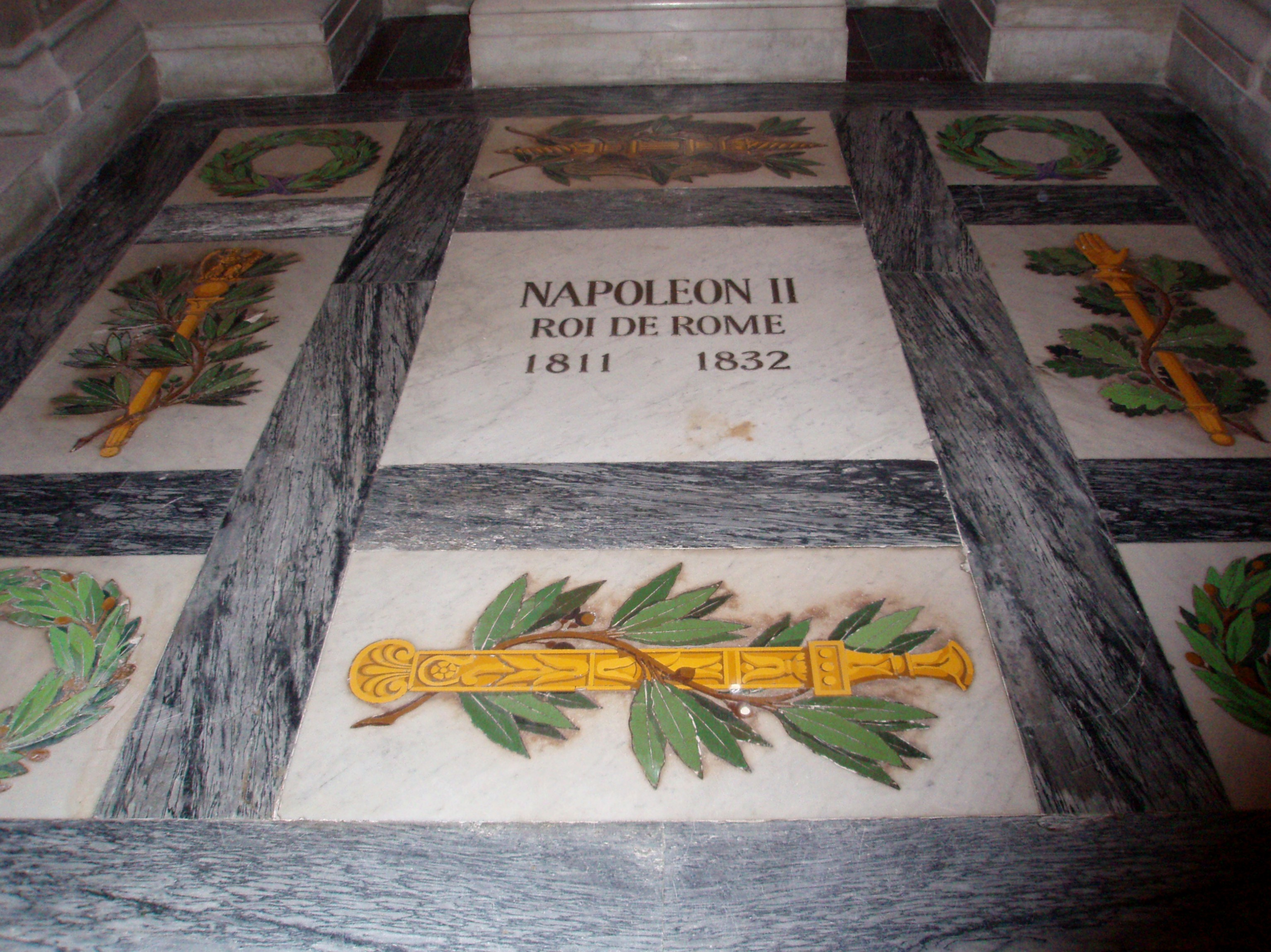
改葬された「ローマ王」の墓所

モル男爵はリンツへ急行し、フランツ1世に逝去を報告すると、皇帝は涙を流して孫の死を悲しんだ。
7月24日、亡骸はアウグスティーナ教会に安置され、翌25日には一般市民が多く参列した。そして、7月27日、第60連隊の葬送によってカプツィーナー納骨堂に埋葬された。
死から100年と少し経った1940年12月15日、棺がウィーンから父ナポレオン1世が眠るパリのオテル・デ・ザンヴァリッドへ移され、その地下墓所に改葬された。この命令を出したのは、ナポレオンを敬愛していたドイツ総統アドルフ・ヒトラーだった。ドイツが当時オーストリアを併合していたこと、フランスを占領していたことによりヒトラー個人の命令で実現した。棺は現在も父親の傍らにある。

## ナポレオン2世を題材とした作品

### 小説
帝冠の恋（須賀しのぶ作）
ゾフィ―大公妃との恋を描く。コバルト文庫で初版後、徳間文庫で新装刊。
2017年に、NHKラジオ青春アドベンチャーでラジオドラマ化。
- 須賀しのぶ『帝冠の恋』集英社〈コバルト文庫〉、2008年4月。ISBN 978-4086011518。
  - 須賀しのぶ『帝冠の恋』徳間書店〈徳間文庫〉、2016年9月。ISBN 978-4198941444。

### 戯曲
鷲の子（エドモン・ロスタン作）
1900年に発表された戯曲。タイトルはナポレオン2世の愛称レグロン（仏: L'Aiglon：若鷲、の意）に因む。